# Jiříkovský potok (přítok Sprévy)
Jiříkovský potok pramení v polích pod Vyhlídkou jihovýchodně od Jiříkova. Na českém území protéká v délce cca 7 km a území opouští v severní části města Jiříkov. Po 1,4 km na německém území ústí do řeky Sprévy. Celý tok je pstruhový revír a je na něm lov ryb zakázán, obhospodařují ho ČRS severočeský územní svaz, MO Jiříkov. Cestou nabírá čtyři levostranné nepojmenované přítoky, na kterých je umístěno několik chovných rybářských nádrží (Cihelna, Textilní I a II, Ostrovní, Duhový, aj.). Na samotném Jiříkovském potoce jsou také dvě nádrže – Mexiko I (2.8ha) a Mexiko II. V letech 2010 a 2011 bylo koryto toku částečně rekonstruováno správcem, kterým je Povodí Ohře, s.p.

## Bleskové povodně

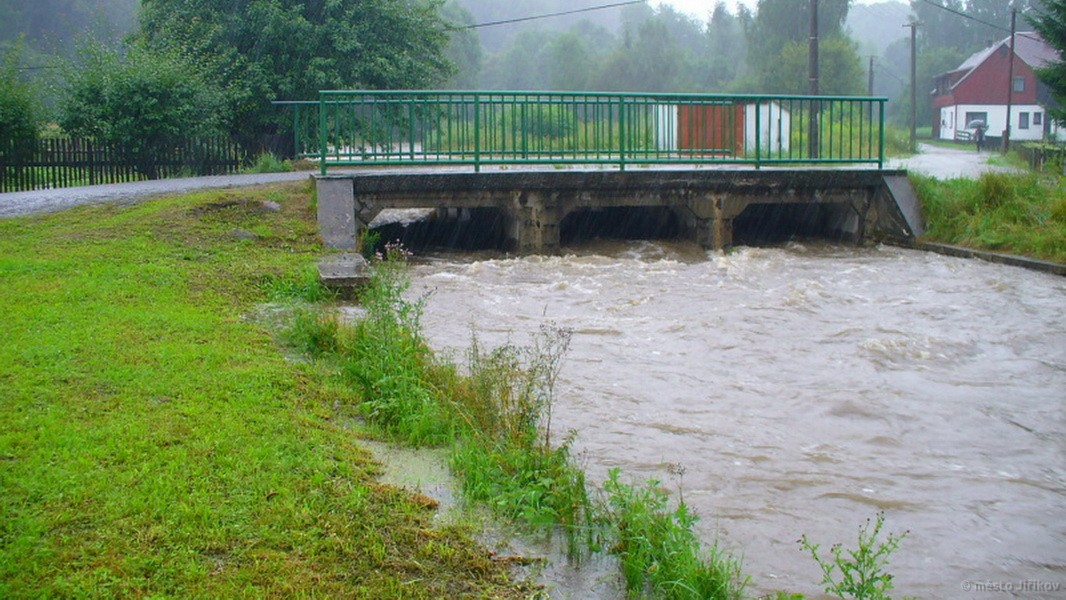
Bleskové povodně v Jiříkově – dolní tok potoka – srpen 2010

V srpnu 2010 se ani Jiříkovu a Jiříkovskému potoku nevyhnuly bleskové povodně. Škody byly minimální – kromě několika zatopených zahrad a sklepů v dolní části toku se téměř nic nestalo. Městem byla poskytnuta některým občanům finanční pomoc v celkové výši 30 000 Kč.